# Lizzia elisabethae
Lizzia elisabethae är en nässeldjursart som beskrevs av Ernst Haeckel 1879. Lizzia elisabethae ingår i släktet Lizzia och familjen Bougainvilliidae. Inga underarter finns listade i Catalogue of Life.